# QF 18ポンド砲
オードナンス QF 18ポンド砲（英語: Ordnance QF 18 Pounder）はイギリスの野砲であり、18ポンド野砲とも呼ばれる。第一次世界大戦期におけるイギリス陸軍の主力野砲であり、第二次世界大戦初期まで使用されていた。

## 概要
第二次ボーア戦争（1899年〜1902年）の最中、イギリス陸軍の主力野砲であった王立砲兵のBL 15ポンド砲と王立騎馬砲兵のBL 12ポンド 6cwt砲は、フランス製M1897の登場で一気に陳腐化した。
これを見たイギリス陸軍は、その後継となる駐退復座機を装備した新型野砲を“Quick Firing”（略はQF）すなわち「速射（砲）」と分類し、ドイツ製の野砲を購入してQF 15ポンド砲として制式化して運用するとともにBL 15ポンド砲に駐退復座機を取り付けたBLC 15ポンド砲を製作して駐退復座機に関するノウハウを学習していった。これらの学習の成果を受けてQF 18ポンド砲が設計され、1904年に王立砲兵に制式採用された。

## バリエーション
QF 18ポンド砲は長期にわたって使用され、その期間は大砲の製造技術と性能が急激に向上していた時期と重なるために砲身と砲架の両方に複数種類の派生型が存在する。
Mk.I
初期型。円柱形砲脚を有し、円柱形の液圧駐退・ばね圧復座式駐退復座機が砲身上部に装着されているMk.I砲架と、Mk.I砲身を組み合わせている。大戦勃発前には改良型のMk.IIに生産が切り替えられている。
Mk.II
Mk.I砲架により軽量化したMk.II砲身を搭載した最初の改良型。駐退復座機を気圧復座型に変更したMk.II砲架が大戦中に開発され、生産ラインは全てMk.II砲架のものに変更されている。
大戦後も運用が続けられ、1920〜30年代には車軸にサスペンションを装備させ車輪を木製スポーク式からゴムタイヤに変更したMk.II P（Pneumaticの略）に改修され、第二次世界大戦初期まで運用された。
Mk.III
改良型のMk.IV砲身と新規に設計されたMk.III砲架を組み合わせた型で、外見上はMk.IやMk.IIとの類似性がほとんど見られない。従来型よりも高仰角がとれるようになったため、射程も延伸されている。第一次世界大戦末期に実戦投入された
Mk.IV
Mk.IV砲身と、Mk.III砲架の改良型であるMk.IV砲架を組み合わせた方で、Mk.IIIとの区別が付けにくい。第一次世界大戦でどれほど使用されたかは不明。
大戦後にサスペンションとゴムタイヤを装備して自動車牽引に対応したMk.IV Pに改修され、さらにそのうちの一部は砲身内部を削ってQF 25ポンド砲Mk.1に改造されたうえで第二次世界大戦でも使用された。
Mk.V
Mk.IV砲身と開脚式砲脚を備えたMk.V砲架を組み合わせた最終生産型で、従来の型と比較して水平射角が大きく広がった。後にはサスペンションとゴムタイヤを装備して自動車牽引に対応したMk.V Pに改修され、さらにそのうちの一部は砲身内部を削ってQF 25ポンド砲Mk.1に改造された。
第一次世界大戦には投入されなかったが、第二次世界大戦において使用された。

### 砲身
Mk.I砲身
初期型。砲身は、当時の技術で強靭かつ軽量に仕上げるために、内側の砲身をワイヤーで緊縛してそれを外側の砲身で覆う方式で製造されている。
Mk.II砲身
最初の改良型。Mk.II砲身は砲身が2重になっており、内側の砲身を外側の砲身が緊縛している。
Mk.III砲身
尾栓を従来の螺旋式から、砲身の前後運動と連動する半自動開閉機構を有する垂直鎖栓式に変更することで、連射速度の向上を試みた型。対空・対地両用の試作砲架と組み合わせられたが、量産はされなかった。
Mk.IV砲身
18ポンド野砲用の砲身の最終型。新型の尾栓を採用することで連射速度を向上させた。自己緊搾砲身かどうかは不明。Mk.III〜Mk.V砲架に搭載して運用されており、1930年代後半には砲身内部を削って口径を87.6 mmに拡大したQF 18/25ポンド砲（QF 25ポンド砲Mk.1）に改修された。

### 砲架
Mk.I砲架
初期型の砲架。木製の車輪を使用し、液圧駐退・ばね圧復座式駐退復座機を砲身の上部に配置している。円柱形の砲脚を用いているため製造は容易であったが、仰角は16°に制限され、射程は5,966 mに止まった。
第一次世界大戦初期の1914年から1915年にかけて、戦時量産体制下の粗製乱造による品質低下が原因で液圧駐退機からのオイル漏れによる復座機のばねの圧力低下が頻発し、人間が砲身を押し戻さなくてはならなくなり連射速度の低下を招いた。このため、戦争中に箱形の装甲オイルタンクを取り付ける改造が行われた。
Mk.II砲架
駐退復座機を従来のばね圧復座式からフランス製のM1897野砲と同様の気圧復座式に変更することで整備性が向上したが、それ以外はMk.I砲架と同じ。従来のMk.I砲架をMk.II仕様に改修したものはMk.I*砲架と表記される。
Mk.III砲架
1916年から運用試験が進められ大戦末期に実戦投入されている。
従来の円柱型砲脚の代わりに中心部に四角形の穴を開けた四角柱型砲脚を取り付けたため仰角が30°に向上したのに伴い、射程も8,500 mにまで延伸した。
さらに駐退復座機の配置を砲身の下部に変更し形状も四角柱に変更され、仰角が高くなると後座距離が小さくなる機能が追加されている。
Mk.IV砲架
Mk.III砲架の改良型で、仰角は37°にまで向上した。外見上はMk.III砲架との区別が付けにくい。
Mk.V砲架
18ポンド野砲用の砲架の最終型。駐退復座機はMk.IV砲架と変わらないが、砲脚を2本の脚を展開する開脚式に変更しており水平射角がこれまでの9°から50°にまで拡大した。さらに防盾の形状も変更され、車輪を空気入りゴムタイヤに変更している。

## 派生型
QF 13ポンド砲
王立騎馬砲兵用に設計された型で外見上は18ポンド砲のMk.IやMk.IIによく似ている。18ポンド砲よりも軽量小型であるため機動力には勝るが、小口径短砲身のため破壊力や射程に劣る。このため第一次世界大戦の塹壕戦においては、早期に18ポンド野砲に更新されて第一線から退けられたが、現在でもイギリス陸軍王立騎馬砲兵の国王中隊が礼砲射撃用に保有している。
M1917 75mm野砲
アメリカ合衆国でライセンス生産された18ポンド砲Mk.II（Mk.II砲身とMk.II砲架を組み合わせた型）をアメリカ軍が制式採用した型。口径はオリジナルの84 mmからアメリカ軍制式の75 mmに抑えられている。

## 実戦

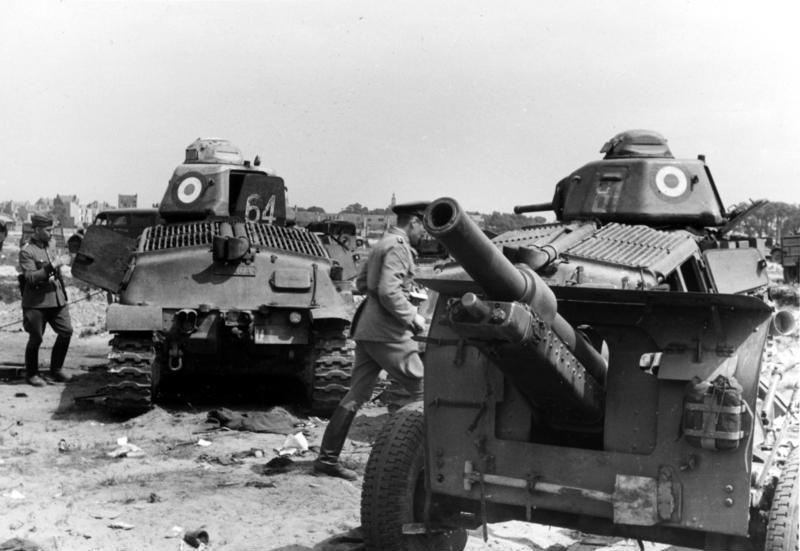
1940年にフランスでドイツに捕獲されたQF 25ポンド砲Mk.I。
QF 18ポンド砲Mk.IVの口径を拡大して製作された

第一次世界大戦においてはイギリス陸軍やカナダ、オーストラリア、ニュージーランドなどの師団砲兵にQF 4.5インチ榴弾砲と3対1の割合で広く配備され、各戦線でイギリス陸軍の主力野砲として存分に活躍した。同時期の他国の野砲が口径75 mm〜77 mm程度だったのに対して、18ポンド砲は84 mmという大口径を実現したため、榴弾威力が比較的高かった。砲弾には榴弾以外にも榴散弾、徹甲弾、照明弾、発煙弾、毒ガス弾が製造された。
戦間期には自動車牽引に対応させるために、既存のMk.IIやMk.IV、Mk.Vは、車軸にサスペンションを追加し車輪をゴムタイヤに換装した。1930年代後半には、QF 18ポンド砲の中でも後期型のMk.IVとMk.Vの一部は砲身を削って口径を拡大させることによってQF 25ポンド砲Mk.I（QF 18/25ポンド砲）に改修されている。
第二次世界大戦においても初期のノルウェーやフランス、北アフリカ、極東での戦いに投入されたが、新型のQF 25ポンド砲の増産が進むにつれて前線部隊から引き上げられて本国での訓練用や沿岸砲として使用されるようになり、第二次世界大戦の終戦ごろには退役した。
また、独立直後のアイルランド国防軍に供与されてアイルランド内戦で使用された。1960年代まで使用された後にQF 25ポンド砲に更新された。
フィンランドにも1940年の冬戦争の際にMk.II Pが30門輸出されたが、支援としては少なすぎた上に時期を逸していた。輸入したQF 18ポンド砲は84 K/18として制式化され、専ら継続戦争において使用された。
ドイツ国防軍では、イギリス海外派遣軍がフランス撤退時に残置した砲を鹵獲し、8.38cm FK271(e)の名称で沿岸防衛用に使用した。

## ギャラリー

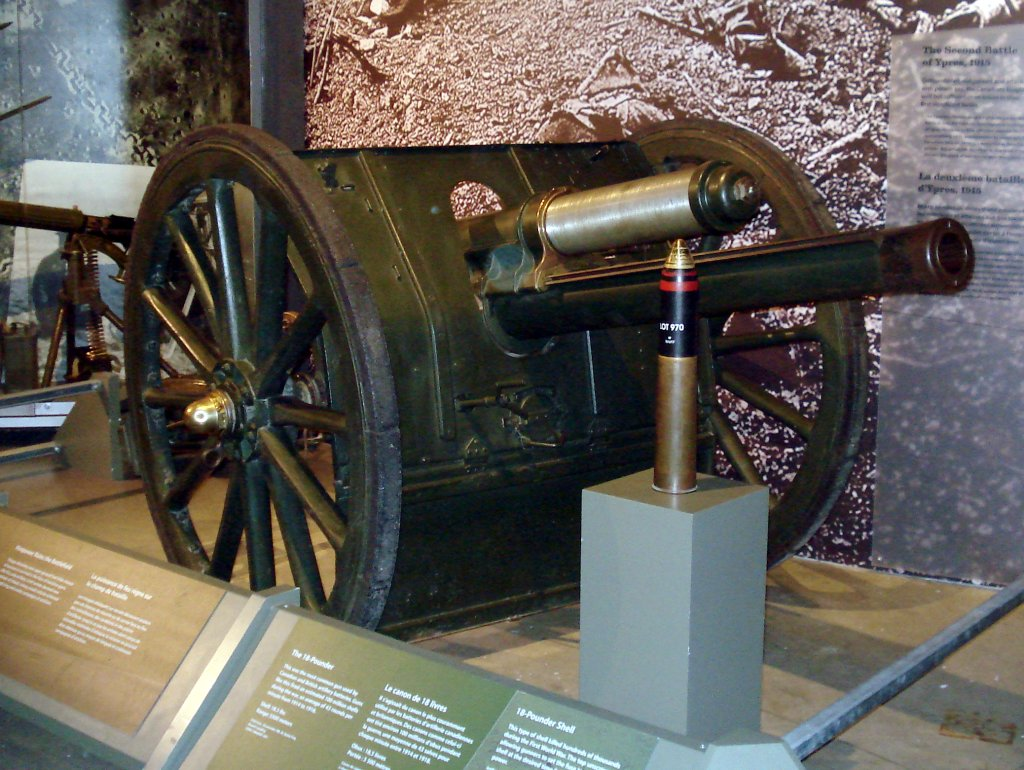
液気圧式駐退復座機を搭載した、QF 18ポンド砲Mk.II
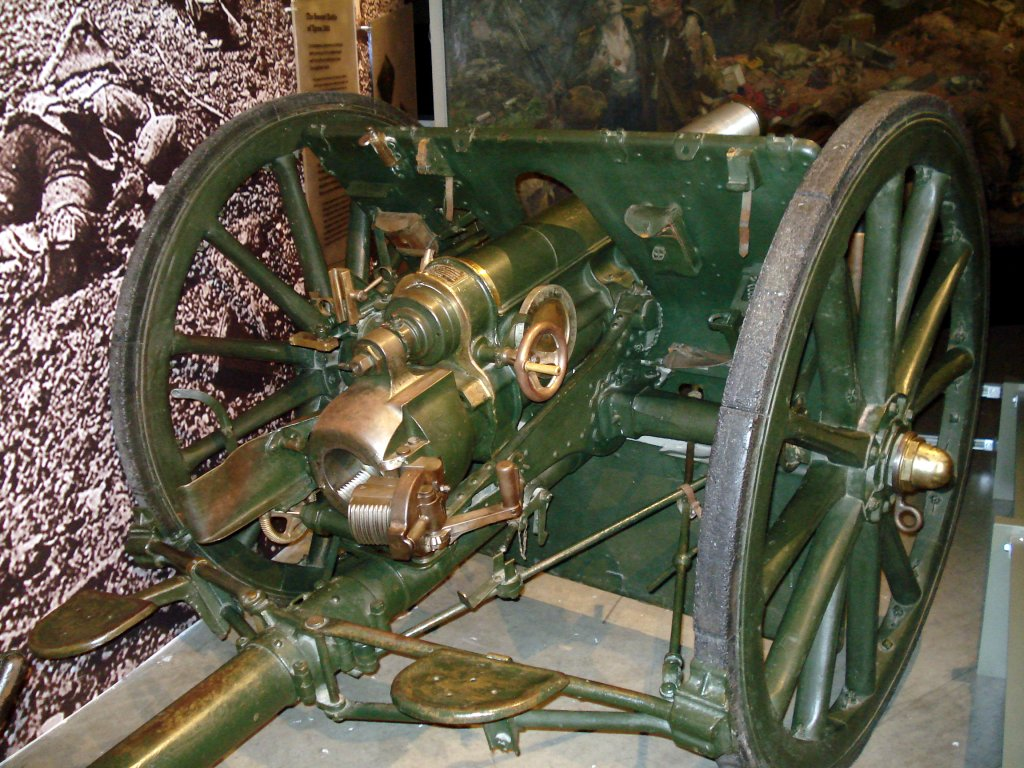
後方から見た、QF 18ポンド砲Mk.II
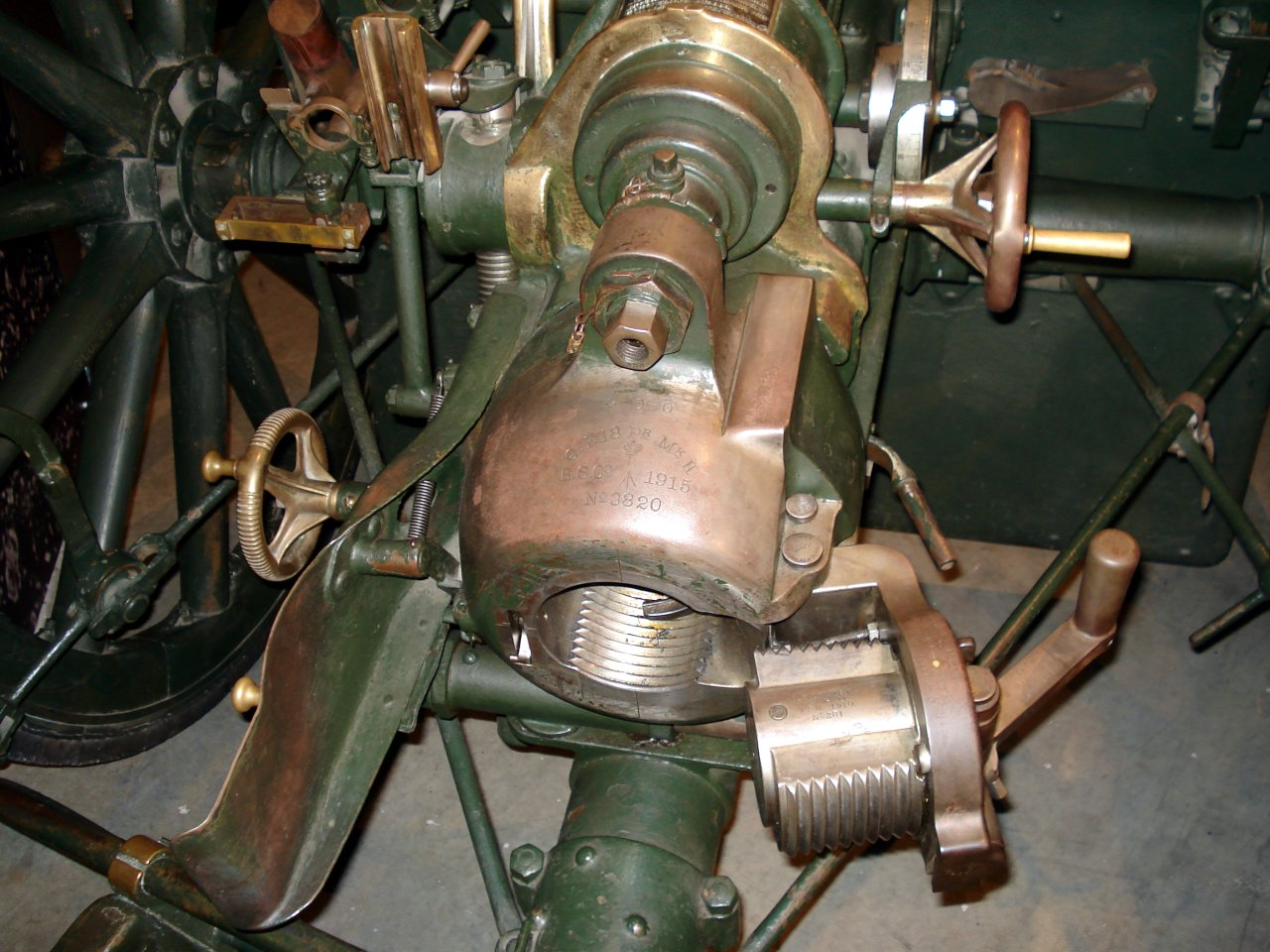
QF 18ポンド砲Mk.IIの螺旋式閉鎖機
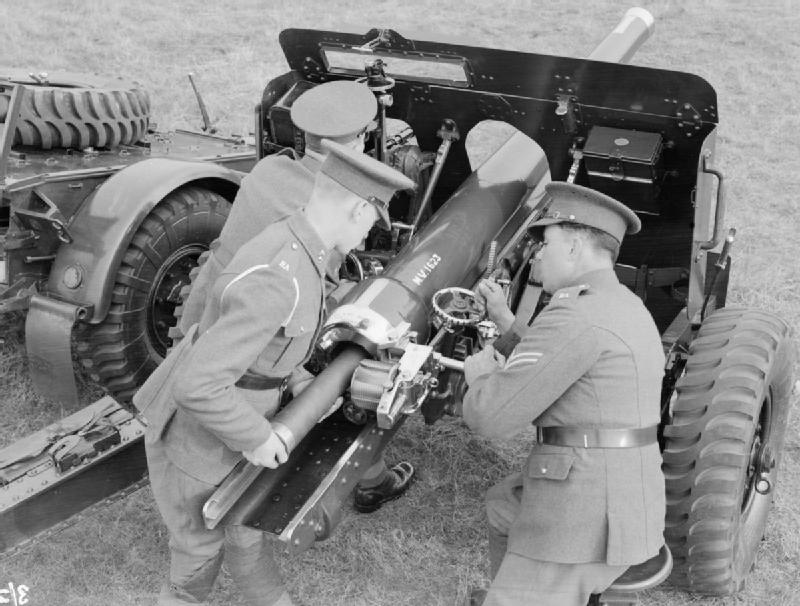
QF 18ポンド砲Mk.Vの螺旋式閉鎖機
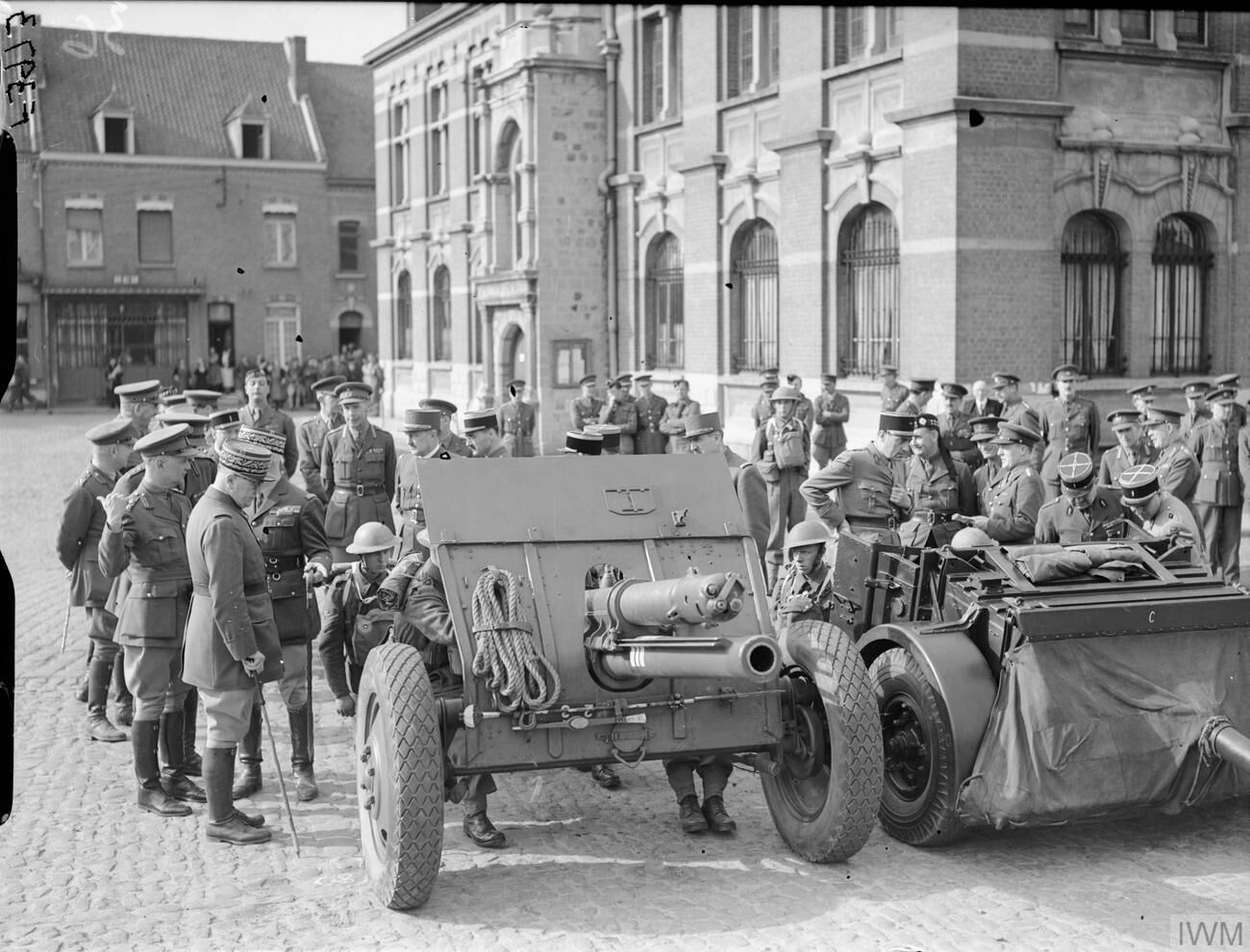
1940年、フランスに展開したイギリス軍が持ち込んだQF 18ポンド砲Mk.II P。車輪がゴムタイヤになっている。
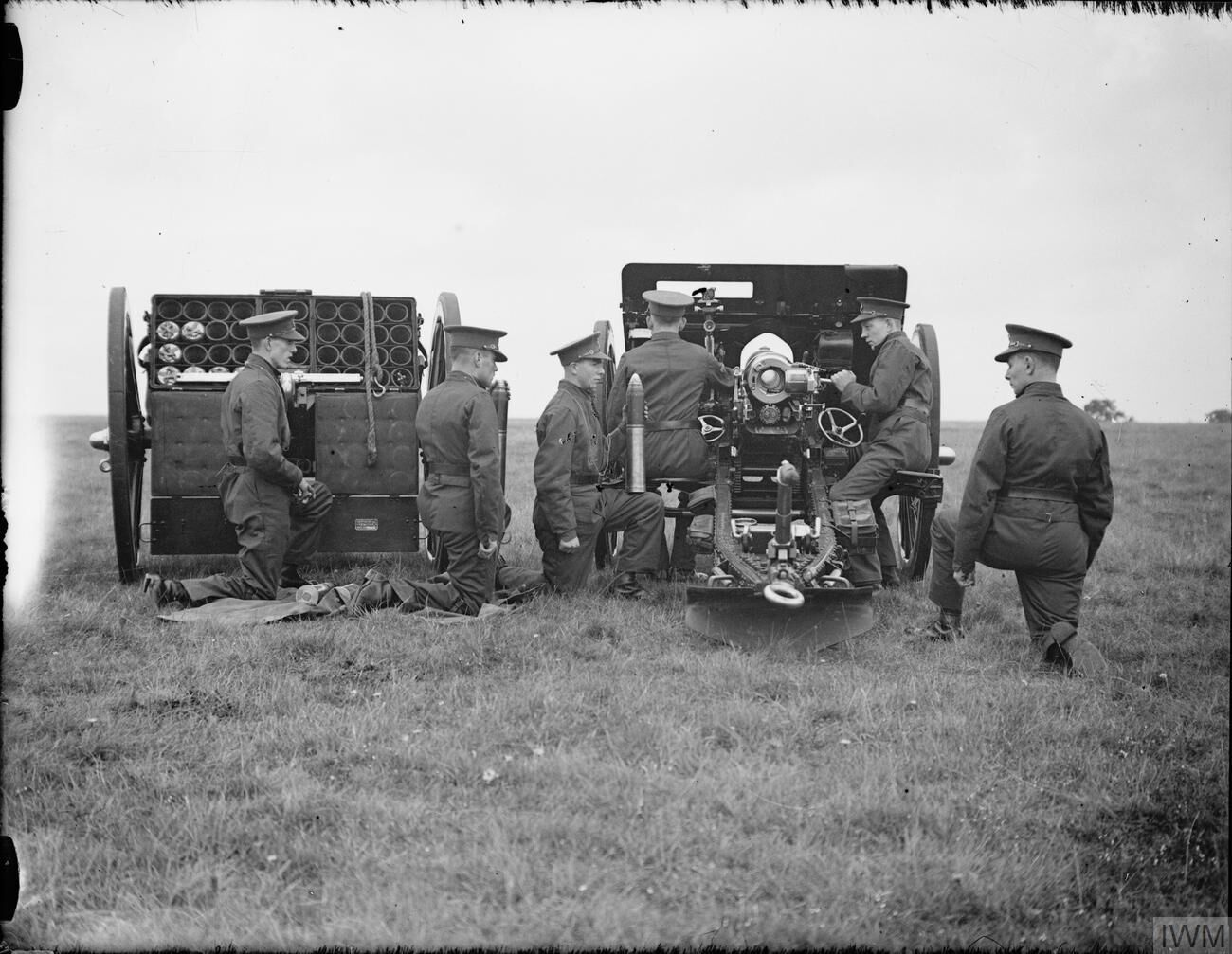
QF 18ポンド砲Mk.IV
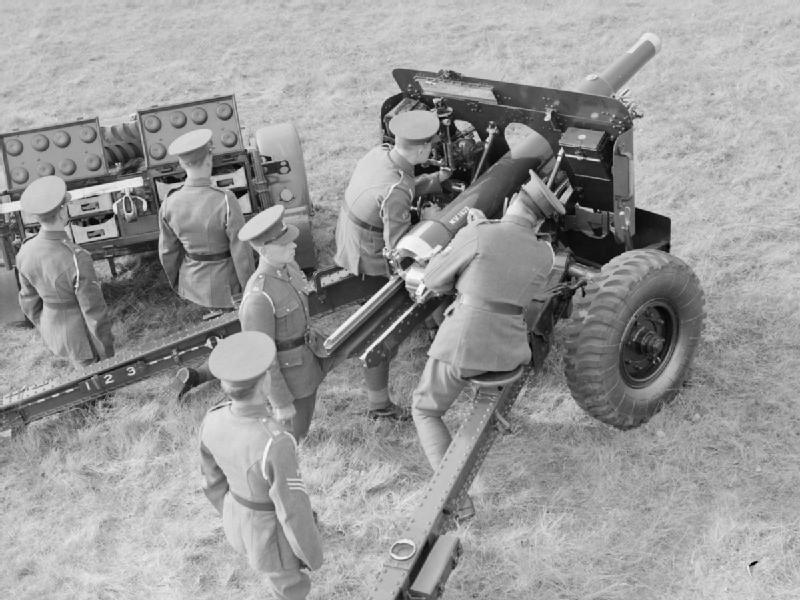
開脚式砲脚を備えたQF 18ポンド砲Mk.V P
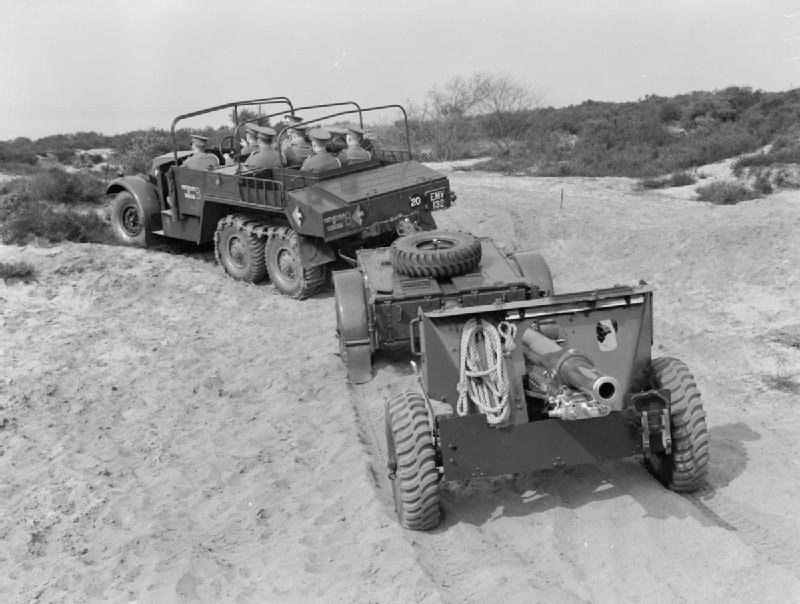
牽引されるQF 18ポンド砲Mk.V P。駐退復座機が砲身下部に移動している

## 登場作品
『マイケル・コリンズ』
映画序盤のイースター蜂起においてイギリス軍がダブリン中央郵便局砲撃に、後半のアイルランド内戦序盤のダブリンの戦いでアイルランド国防軍がフォー・コーツ砲撃に使用した。